# Wilchen Riboldt
Wilken Riboldt (1661 i København (døbt 13. december) – 8. september 1711) var en dansk portrætmaler.
Riboldt var søn af Hans Riboldt, rimeligvis kongelig herold og en forholdsvis ret velstående husejer; moderen hed Susanne Andersdatter. Om hans uddannelse til maler vides intet; men han hørte til de vel ansete i datidens kunstnerkreds, i det han ikke alene malede portrætter, men også store dekorative billeder for hoffet i tiden 1690-1711. Blandt disse kan nævnes Landgangen ved Rygen, bestemt til at udføres som tapet til Rosenborg Riddersal, Adskillige Verdens Forfængeligheder, Den kongl. Familie til Bords og lignende. Desuden malede han "kabinetsstykker", hvoriblandt kan nævnes En siddende Kriger og En Eremit, som tilhøre Den Kongelige Malerisamling (det førstnævnte er det bedste), en Magdalene og en Antonius, som blev malet til kongen 1707, og flere. Af portrætter kendes de af adelsmændene Jørgen og Christen Skeel og den tyske hofpræst Mentzer. Riboldt blev også brugt til at restaurere ældre malerier. Han var en af de seks kunstnere, der 1701 underskrev et andragende til kongen angående et "Kunstnersocietet". Han blev gift 27. september 1707 med Helvig Andersdatter, der 1713 som enke fik tilladelse til samfrændeskifte.

## Reference
1. ↑  Kunstindeks Danmark & Weilbachs kunstnerleksikon